# Fran Sheehan
Fran Sheehan (Swampscott, Massachusetts, 26 de março de 1949) é um músico de rock americano mais conhecido por ser o baixista na primeira encarnação da banda de rock Boston.
Sheehan foi talvez o músico mais experiente da formação original do Boston. Ele havia tocado com seu pai desde que ele tinha 5 anos e estudou vocais na New England Conservatory of Music. Ele abandonou a escola para seguir sua carreira musical profissional.
Sheehan conheceu Sib Hashian, o que levou a tocar baixo no Boston pouco depois que a banda assinou um contrato de gravação em 1976. Após a saída de vários outros membros originais da formação original do Boston, Sheehan foi demitido da banda durante as sessões de gravação do terceiro álbum do Boston, Third Stage, no início dos anos 80, (ele recebeu crédito pela composição de "Cool the Engines"). Depois de deixar o Boston, Sheehan (juntamente com dois outros ex-membros da banda) processou Tom Scholz, antes de resolverem fora do tribunal.
Depois de deixar a banda, Sheehan fez várias aparições, incluindo Hallelujah com Sammy Hagar e The Waboritas.
Em agosto de 2007, Sheehan, juntamente com outros membros anteriores da banda, apareceu no palco do Brad Delp Tribute Show realizado no Bank of America Pavilion, em Boston.
Sheehan teve que parar de tocar baixo profissionalmente por um período depois que ele feriu a mão em um acidente de bicicleta. No entanto, ele se recuperou e ainda toca profissionalmente.
Em 25 de fevereiro de 2012, Sheehan tocou com seu colega do Boston, Barry Goudreau, para um concerto beneficente de três horas na Flórida no "All Star Jam para o Centro de Arte Sydney e Berne Davis" em Fort Myers, Flórida.